# Club Deportivo San Pablo Municipal
Club Deportivo San Pablo Municipal, mayormente conocido como San Pablo Municipal, es un club deportivo salvadoreño originario de la ciudad de San Pablo Tacachico, fundado el 12 de abril de 2012.
Su disciplina principal es el fútbol en el que debutó en la Tercera División de El Salvador en 2014. Desde el 5 de julio de 2015 participa en la Segunda División de El Salvador y obtuvo el título de campeón tras su participación en el Torneo Clausura 2019.
El club juega sus partidos de local en la Cancha Municipal Valle Mesa, el cual tiene una capacidad de 5 000 personas reglamentariamente y es de propiedad municipal.

## Historia
En el 2014 el club participó en la Tercera División.
El 5 de julio de 2015, el club había comprado una licencia para poder competir en la segunda división recientemente aumentada.

## Entrenadores
- Ángel Orellana (mayo de 2015 - junio de 2015)
- Efraín Burgos (junio de 2015 - septiembre de 2015)
- Pablo Quiñonez (Sep 2015 - Dic 2015)
- Miguel Ángel Soriano (diciembre de 2015 - febrero de 2016)
- Juan Francisco Najarro (marzo de 2016– agosto de 2016)
- Byron Ernesto Garcia (septiembre de 2016–)
- Juan Ramón Paredes (2016)
- Pablo Quiñones (- junio de 2018)
- Juan Ramón Sánchez (junio de 2018– julio de 2019)
- Oscar 'Lagarto' Ulloa (julio de 2019-)